# Championnat d'Autriche de football de deuxième division 2009-2010
Le Championnat d'Autriche de football D2 2009-2010 ou Red Zac Erste Liga est la 36e édition du championnat d'Autriche de deuxième division.

## Présentation du championnat

### Contexte
La ligue a décidé avant le début de la saison de réduire la 2e division à 10 clubs, et d'interdire les réserves en 2e division. Par conséquent les équipes réserves Red Bull Salzbourg B et Austria Vienne B disputent le championnat mais seront reléguées quoi qu'il se passe.

### Les 12 clubs participants
| - FC Wacker Innsbruck - SKNV St. Pölten - FC Dornbirn - Red Bull Salzbourg B - Austria Vienne B - Admira | - FC Gratkorn - First Vienna FC - SC Rheindorf Altach - TSV Hartberg - FC Lustenau 07 - Austria Lustenau |

### Formule
Le 1er monte en T-Mobil Bindesliga.
Le 11e ou la 2e plus mauvaise équipe hors réserves dispute un barrage de maintien face à un des 3 champions régionaux
Le 12e ou la plus mauvaise équipe hors réserves est relégué en division régionale.

## Compétition

### Classement de la saison 2009-2010
Le classement est établi en utilisant le barème suivant :
Victoire : 3 points
Match nul : 1 point
Défaite : 0 point
En cas d'égalité, les critères pour départager les équipes concernées sont :
1. Différence de buts générale
2. Nombre de buts marqués

| Rang | Équipe                    | Pts | J  | G  | N  | P  | Bp | Bc | Diff |
| ---- | ------------------------- | --- | -- | -- | -- | -- | -- | -- | ---- |
| 1    | FC Wacker Innsbruck       | 69  | 33 | 21 | 6  | 6  | 67 | 26 | +41  |
| 2    | VfB Admira Wacker Mödling | 67  | 33 | 20 | 7  | 6  | 68 | 22 | +46  |
| 3    | SC Rheindorf Altach       | 66  | 33 | 20 | 6  | 7  | 60 | 27 | +33  |
| 4    | SKNV St. Pölten           | 51  | 33 | 14 | 9  | 10 | 44 | 42 | +2   |
| 5    | SC Austria Lustenau       | 50  | 33 | 15 | 5  | 13 | 43 | 46 | -3   |
| 6    | Red Bull Salzbourg B      | 44  | 33 | 13 | 5  | 15 | 58 | 49 | +9   |
| 7    | FC Gratkorn               | 43  | 33 | 11 | 10 | 12 | 57 | 51 | +6   |
| 8    | FC Lustenau 07            | 41  | 33 | 12 | 5  | 16 | 42 | 52 | -10  |
| 9    | TSV Hartberg              | 38  | 33 | 11 | 5  | 17 | 36 | 68 | -32  |
| 10   | Austria Vienne B          | 35  | 33 | 9  | 8  | 16 | 42 | 57 | -15  |
| 11   | First Vienna FC           | 30  | 33 | 8  | 6  | 19 | 37 | 57 | -20  |
| 12   | FC Dornbirn               | 22  | 33 | 6  | 4  | 23 | 24 | 81 | -57  |

- Montée en T-Mobil Bindesliga
- Barrage de maintien
- Relégation en division régionale

### Barrages
Le First Vienna FC devait affronter le SV Grödig en barrage.
Ce match a été annulé en raison de la banqueroute de l'Austria Kärnten.
Le First Vienna FC se maintient donc tandis que le SV Grödig monte en Red Zac Erste Liga
Dans l'autre barrage, 2 clubs de Regionalliga, le WAC St. Andrä et Parndorf s'affrontent le 8 et le 12 juin 2010 pour une place en 2e division.
Match aller : Parndorf - WAC St. Andrä 1-0 

Match retour : WAC St. Andrä - Parndorf 4-1
Le WAC St. Andrä monte en Red Zac Erste Liga.